# 亚历山大·麦考尔·史密斯
亚历山大·麦考尔·史密斯爵士，CBE，FRSE（英語：Sir Alexander McCall Smith，1948年8月24日—），英国作家，成长于南罗得西亚（现津巴布韦），曾任爱丁堡大学医学法教授。他是一位知名的医学法和生物伦理学专家，并在相关的英国和国际委员会任职。此后，他以小说作家的身份而闻名。至2010年，他的作品英语版本销量超过4000万，并被翻译成46种语言。他是《第一女子侦探社》系列的创作者。  “麦考尔”是他姓氏的一部分。 

## 早期生活
亚历山大·麦考尔·史密斯于1948年出生于英国南罗得西亚（今津巴布韦）殖民地布拉瓦约，其父母均为英国血统。他是家里唯一的儿子。麦考尔·史密斯有三个姐姐，父亲在布拉瓦约担任检察官，祖父乔治·马歇尔·麦考尔·史密斯是一位医生和新西兰社区的领袖，出生在苏格兰奈恩。   麦考尔·史密斯在布拉瓦约的基督教兄弟学院接受教育，17岁时移居苏格兰，在爱丁堡大学学习法律，并在那里获得了法学学士和博士学位。毕业后他很快在贝尔法斯特女王大学获得教职。在那里任教期间，他参加了一场文学比赛：一部是儿童读物，另一部是成人小说。他在儿童组中获胜。 

## 职业生涯

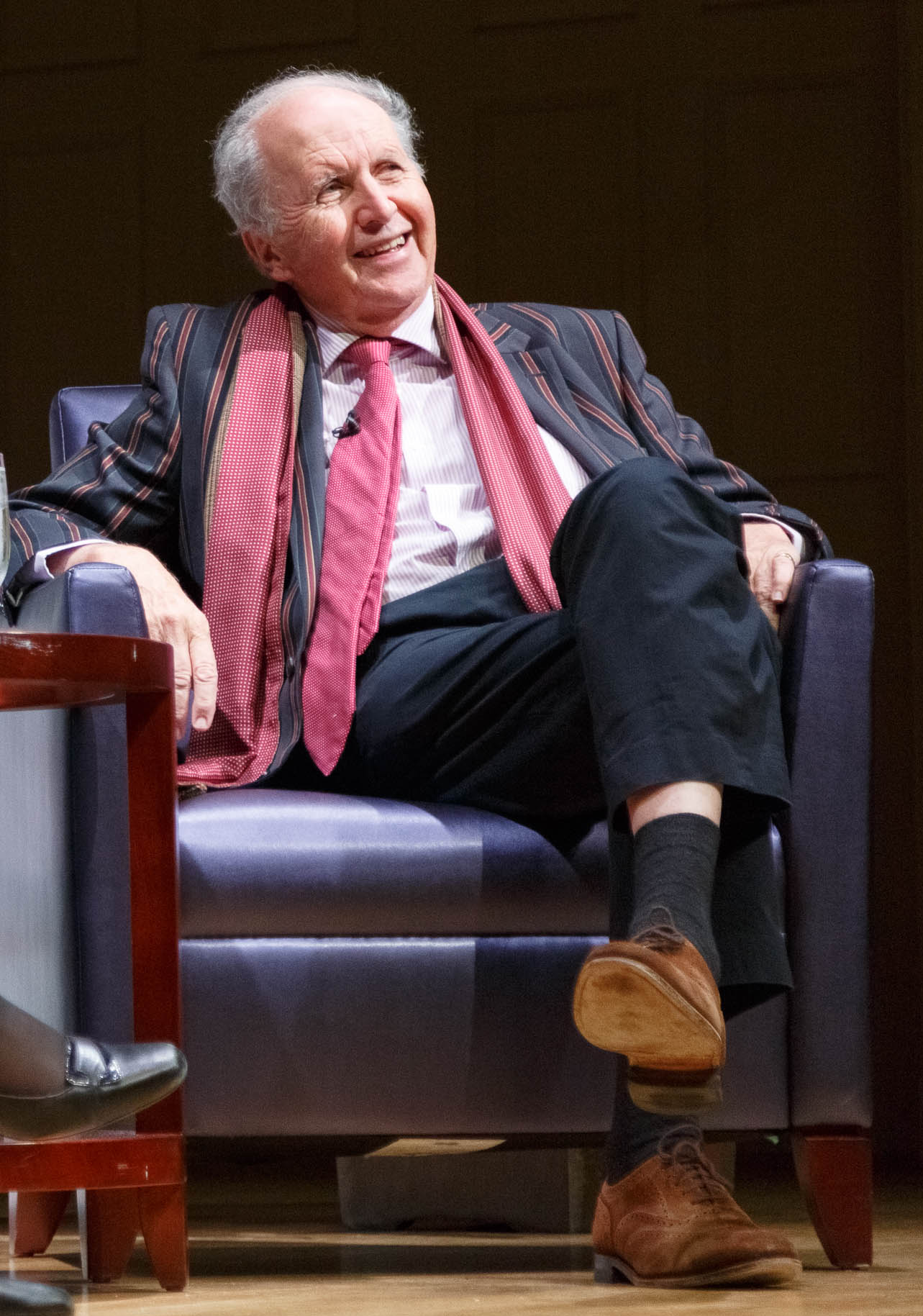
麦考尔·史密斯，2019年在美国国会图书馆演讲

他于1981年回到南部非洲，帮助共同创办了博茨瓦纳大学法学院并在那教授法律。在那里，他与人合着了《博茨瓦纳刑法》（1992）。
他曾是爱丁堡大学的医学法教授，现在是该大学法学院的名誉退休教授。他继续与爱丁堡大学组织的詹姆斯·泰特·布莱克纪念奖保持联系。
他是《英国医学杂志》伦理委员会前主席（截至2002年），英国人类遗传学委员会前副主席，联合国教科文组织国际生物伦理委员会前成员。在成为作家取得成功后，他放弃了这些身份。他在2006年12月下旬颁发的文学服务新年荣誉名单中被任命大英帝国勋章 。 2007年6月，他在爱丁堡大学法学院三百周年庆典上被授予荣誉法学博士学位。2015年6月，他在圣安德鲁斯大学的毕业典礼上被授予荣誉文学博士学位。

## 个人生活
他于1984年定居于苏格兰爱丁堡。他和他的妻子伊丽莎白，一名医生，在该市的默奇斯顿/晨边地区购买并翻新了一座大型维多利亚式豪宅。他们在那里生活了将近30年，抚养着他们的两个女儿露西和艾米丽。在他附近住着作家J·K·罗琳 、伊恩·藍欽和凯特·阿特金森。 
作为一名业余巴松管演奏家，他帮助建立了博茨瓦纳的第一个歌剧培训中心，“第一女子歌剧院”，并为该歌剧院编写了他们第一部作品的剧本，一部以奥卡万戈三角洲的一群狒狒为背景的《麦克白》改写。 
2009年，他在南非开普敦圣乔治大教堂的颁奖典礼上获得了由奖项委员会成员德斯蒙德·图图大主教颁发的美国成就学院金盘奖。 
2014年，麦考尔·史密斯购买了科尔凯恩斯，这是赫布里底群岛的一个无人居住的小岛链。他说：“我绝对不打算对它们做任何事情，并确保在我离开后，它们为国家受到信任、未受破坏和无人居住。我希望它们永远成为野生动物的避难所——鸟类和海豹以及它们所在的所有其他生物。” 

## 作者

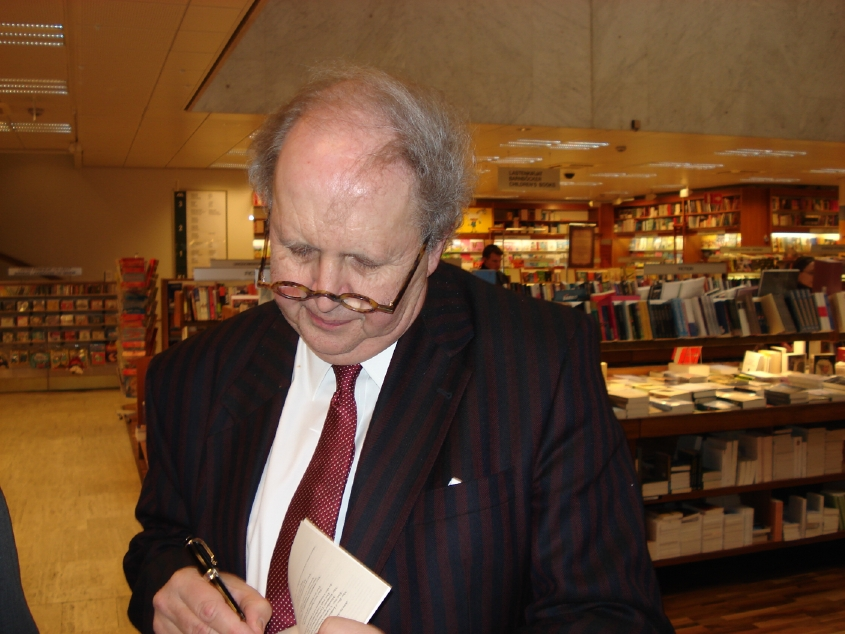
亚历山大·麦考尔·史密斯，2007年4月在赫尔辛基签署书籍

麦考尔·史密斯是一位多产的小说作家。他以惊人的速度写作：“即使在旅行时，他也从不浪费一天，[一天]写2,000到3,000 字——但在爱丁堡的家中时，他的产量能达到5,000字。他通常的速度是每小时1,000字。”他因他的《第一女子侦探社》系列而闻名，该系列以Mma Precious Ramotswe为主角，并以博茨瓦纳的哈博罗内为背景，第一部小说于1998年出版。至2009年，第一名女子侦探社系列的英文版销量已超过2000万册。 
据他在爱丁堡的出版商称，“直到2005年，他还是爱丁堡大学的医学法教授，但为了专心写作选择放弃了这个职位，现在全职写作。” 